# 阿格楊瀑布

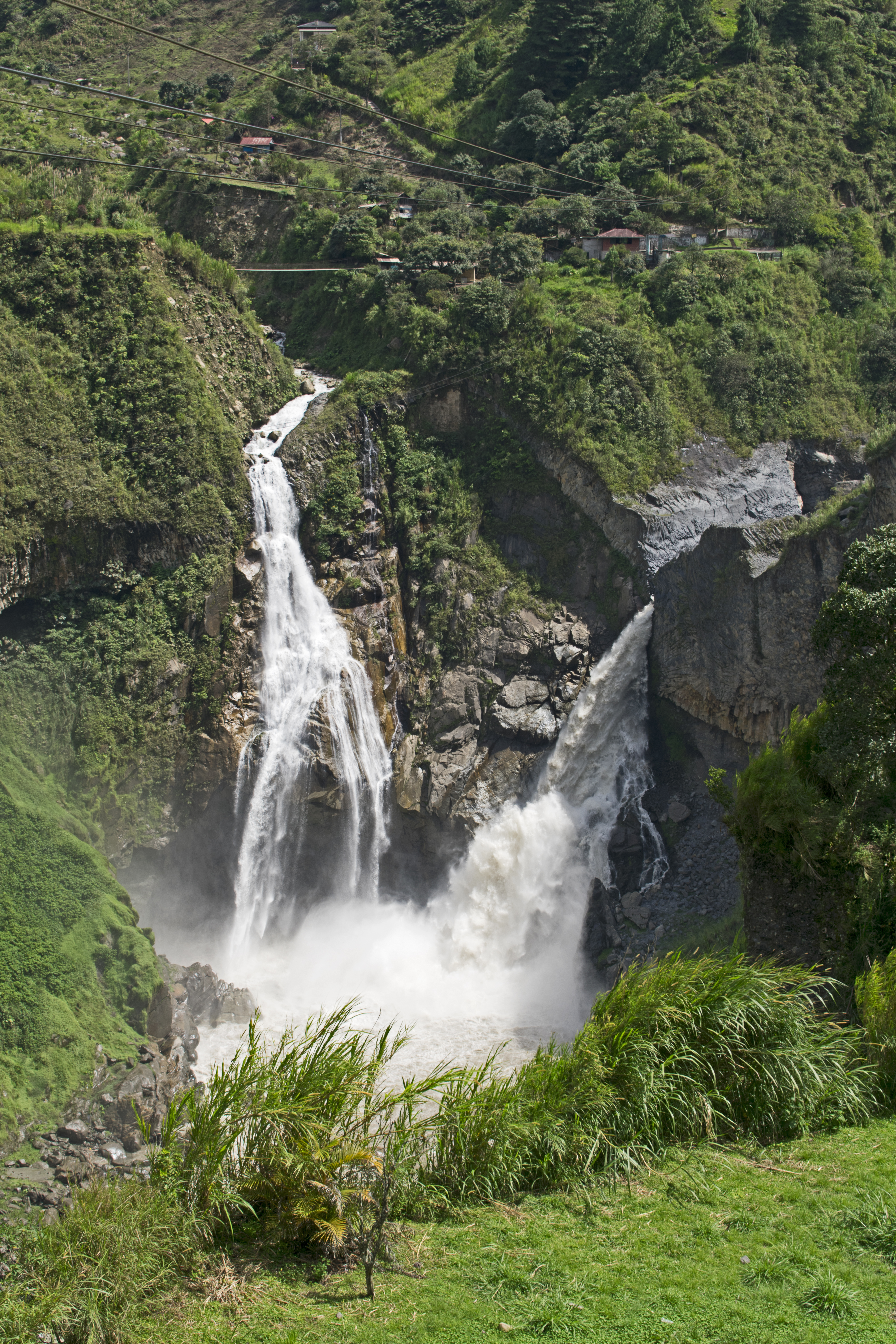

阿格楊瀑布（Cascada de Agoyán）位於厄瓜多爾，距離通古拉瓦省巴尼奥斯市（Baños de Agua Santa）7公里，是該國安第斯山脈中最高的瀑布，落差61米。
1987年，厄瓜多爾政府在阿格楊瀑布上游興建阿格楊發電廠，成為國家供電網的一部分，同時不會破壞瀑布景觀。
1°24′24″S 78°18′33″W / 1.4068°S 78.3093°W